# Release the Spyce
Release the Spyce (яп. スパイシーを解放する Супайси о кайхо су:ру, Освобождение Шпионов) — оригинальный аниме-сериал. Манга издаётся в журнале Dengeki G's Comic с 2018 года. 29 января состоялся анонс телевизионного аниме-сериала. Режиссёр Ю Сато, а сценарист Такахиро. За производство взялась студия Lay-duce. Также 30 января 2018 года состоялся выход манги от автора Такахиро с иллюстрациями Мицуки Мэй от издательства ASCII Media Works.

## Сюжет
История рассказывает нам о девочке по имени Момо, которая посещает среднюю школу в городе Сорасаки. В то же время она тайный член разведывательного агентства, которое защищает людей от угроз. Будучи новичком в агентстве, она работает вместе со своими коллегами,  Юки и её друзьями. Вместе они встают на защиту мира от различных опасностей.

## Персонажи

### Цукикагэ
Момо Минамото  (яп. ミナモトモモ  Минамото Момо) / Момоти  (яп. 百地  Момоти) — Момо — девочка второго курса средней школы, которая хочет защитить свой родной город, как ее покойный отец, работавший полицейского. Она обладает мощным зрением, сильным обонянием и может идентифицировать физическое состояние человека, облизывая их.
Сэйю: Юкари Андзай
Юки Хандзумон  (яп. はんぞうもん ゆき  Ханзумон Юки) / Хандзо  (яп. 半蔵  Хандзо) — Юки является лидером Цукикаге, которая возглавила обучение Момо. Её левый глаз всегда закрыт.
Сэйю: Манами Нумакура
Мэй Ятиё  (яп. 八千代 命  Ятиё Мэй) / Тиомэ  (яп. 千代女  Тиомэ) — Мэй - жизнерадостная член Цукикагэ, который тренирует Фу и играет музыку на улице, для того, чтобы собрать информацию.
Сэйю: Ая Судзаки
Фу Сагами  (яп. 相模 楓 Сагами Фу) / Фума  (яп. 風魔 Фума) —  Фу — ученица Мей, которая ревнива по отношению к тем, кто приближается к Мей.
Сэйю: Аканэ Фузита
Хацумэ Аоба  (яп. 青葉 初芽  Ханзумон Юки) / Цубон  (яп. 局  Цубон) — Хацумэ - подруга детства Юки и учитель Го, которая производит различные гаджеты и оборудование для Цукикаге.
Сэйю: Ая Утида
Го Исикава  (яп. 石川 五恵   Гоэ Исикава) / Гоэмон  (яп. 五右衛門  Гоэмон) — Го одноклассница Момо и ученица Хацумы, которой очень нравятся плюшевые животные и растения.
Сэйю: Юри Ногути
Катрина Тоби  (яп. カトリーナ・トビー  Кутарина Тоби) — Катрина — бывший член Цукикаге, которая ушла со службы в отставку после того, как стала слишком старой. Она работает в магазине карри, который используется как фронт для укрытия Цукикаге.
Сэйю: Микако Комацу

### Морё
Девушка Воробей  (яп. 文鳥の女  Буча:но Онна) — Она является руководителем злой организации Морио, чья личность неизвестна. Она дает своим наемникам молочные напитки, чтобы привести их в действие, а также стереть их воспоминания, когда они не выполняют свои миссии.
Сэйю: Сидзука Ито
Терезия Рэй  (яп. テレジア・レイ  Тэредзия Рей) — Терезия - девочка с серебристыми волосами, которая работает рядом с девушкой-воробей. Когда-то давно, она была знакомой с Хатсумэ, прежде чем ее похитили и продали Морё.
Сэйю: Танэда Риса
Бякко  (яп. 白虎  Бякко) — Бякко - девушка с большой силой, несмотря на ее детскую внешность. После того, как она была захвачена Цукикаге, ее воспоминания стираются, и она начинает работать по дому. 
Сэйю: Айна Судзуки
Дольте  (яп. ドルテ  Дорутэ) — Дольте - наемница, работающия на Морё. При включенном питании она почти невосприимчива к боли и может отследить любого своим ароматом.
Сэйю: Саори Хаями

## Медиа

### Манга
Манга-адаптация под названием (RELEASE THE SPYCE ないしょのミッション Release the Spyce: Naisho no Misshon), и иллюстрированная Майей Мицуки начала издаваться в выпуске Dengeki G's Comic в марте 2018 года. 30 января 2018 года состоялась новая адаптация под названием Release the Spyce: Golden Genesis, которая была выпущена в марте 2018 года в романе Dengeki G's Novel в качестве приложения к журналу Dengeki G 27 февраля 2018 года.

### Аниме
Сериал срежиссирован Ю Сато и включает в себя концепцию, написанную по сценарию Такахиро и оригинальными дизайнами персонажей Намори. Производством занималась студия Lay-duce, а трансляция состоялась 7 октября 2018 года по 23 декабря 2018 года. Премьера также состоялась и в США под лицензией Sentai Filmworks, трансляция её состоялась на сервисе Hidive. Сериал состоит из 12 эпизодов.